# Космос-1410
Космос-1410 је један од преко 2400 совјетских вјештачких сателита лансираних у оквиру програма Космос.
Космос-1410 је лансиран са космодрома Плесецк, СССР, 24. септембра 1982. Ракета-носач Циклон-3 је поставила сателит у орбиту око планете Земље. Маса сателита при лансирању је износила 1500 килограма. Космос-1410 је био геодетски сателит.